# Ipomoea flavivillosa
Espèce
Statut de conservation UICN

 EN B2ab(i,ii,iii,iv,v) : En danger
Ipomoea flavivillosa est une espèce de plantes de la famille des Convolvulaceae, endémique du Kenya et de Tanzanie, en danger d’extinction.

## Description
L’espèce a été décrite par Georg Karl Wilhelm Schulze-Menz en 1938.
Ipomoea flavivillosa est une liane mesurant jusqu’à 8 m avec des fleurs roses.
C’est un sous-arbuste érigé recouvert de poils jaunes ou glabrescent. Les feuilles ont un limbe oval, de 10 à 11 cm de long et 6 à 7 cm de large, acuminé ou cuspidé à l'apex, rétréci mais obtus à la base. Le pétiole mesure 4 cm de long. Les inflorescences regroupent environ 10 fleurs, en cyme. Le pédoncule mesure jusqu'à 9 cm de long. Le calice est formé de sépales subéquaux, herbacés, de 8 à 10 mm de long et 1,5 à 2 mm de large, velu sur le dos. La corolle est violette, en forme d'entonnoir étroit avec un tube plutôt cylindrique, de 5 cm de long, hirsute en bouton. La capsule n’a pas été observée.

## Habitat
Ipomoea flavivillosa se trouve dans les forêts côtières d'Afrique orientale, les forêts galeries et les fourrés.

## Répartition
Ipomoea flavivillosa est endémique du Kenya et de Tanzanie. L’espèce a été collectée dans la réserve nationale de Shimba Hills et aux alentours au Kenya, dans la région de Mcharaya de la réserve de gibier de Sélous, et au plateau de Rondo (en) en Tanzanie.

## Conservation
Ipomoea flavivillosa est classée espèce en danger d’extinction par l’Union internationale pour la conservation de la nature.
Cette espèce a une zone d'occupation (AOO, area of occupancy) de 49 928 km2 réparties en 4 emplacements, où la menace est la transformation de son habitat pour l’agriculture, et en raison d’une transformation à grande échelle du plateau de Rondo en Tanzanie, il y a un déclin continu de la zone d'occurrence (EOO, extend of occurrence), la zone d'occupation (AOO, area of occupancy), la qualité de son habitat, le nombre d’emplacements ou de sous-populations, et du nombre d’individus atteignant la maturité.